# Hanna Tetteh
Hanna Serwaa Tetteh (Szeged, Hungría; 31 de mayo de 1967) es una abogada y política ghanesa.  Fue ministra de Comercio e Industria de Ghana de 2009 a 2013 y ministra de Relaciones Exteriores de 2013 a 2017. También fue parlamentaria  por la circunscripción de Awutu-Senya West. Actualmente es representante especial del Secretario General ante la Unión Africana y jefa de la Oficina de las Naciones Unidas ante la Unión Africana (UNOAU).

## Biografía
Hanna Tetteh nació en Szeged, Hungría, de padre ghanés y madre húngara. Estudió secundaria en la Wesley Girls High School en Cape Coast, en la Región Central de Ghana, de 1978 a 1985. Entre 1986 y 1989, estudió derecho en la Universidad de Ghana. Posteriormente estudió en la Facultad de Derecho de Ghana, convirtiéndose en abogada en 1992.

### Trayectoria profesional
Hanna Tetteh hizo su Servicio Nacional como Oficial Jurídico con la Federación Internacional de Mujeres Abogadas (FIDA) de 1992 a 1993. Después de completar su Servicio Nacional, trabajó en la práctica legal privada con el bufete de abogados Ansa-Asare and Company, de Hencil Chambers en Acra, Ghana.
Tras dos años de práctica legal privada, Tetteh se unió a la Comisión de Derechos Humanos y Justicia Administrativa como Oficial Legal, y posteriormente se incorporó a la Ghana Agro Food Company (GAFCO) como Asesora Legal; GAFCO era una empresa de procesamiento de alimentos que producía harina de trigo, aves y alimentos para animales, harina de pescado y atún enlatado. La compañía también comercializó otros alimentos y productos veterinarios y se ubicó en el área de Tema Harbour en Tema ocupó otros cargos gerenciales en la compañía, entre ellos gerente de Recursos Humanos y Servicios Legales y, posteriormente, Gerente General Adjunta (Gerente de Finanzas y Administración hasta inició su trayectoria política en 2000. Después de cumplir un mandato en el Parlamento, no optó de inmediato la reelección y volvió a unirse a GAFCO como Gerente General (Corporativo, Administrativo y Legal) donde trabajó hasta diciembre de 2009.

### Trayectoria política
Hanna Tetteh ganó el escaño electoral de Awutu Senya en las elecciones parlamentarias de diciembre de 2000 y sirvió por un período como miembro del parlamento del Congreso Nacional Demócrata en la oposición. Fue elegida como miembro ejecutiva nacional del Congreso Nacional Demócrata en 2005 y en 2008 fue nombrada directora nacional de comunicaciones del NDC, en sustitución de John Dramani Mahama, quien se había convertido en el candidato a la vicepresidencia del NDC con John Atta Mills, el candidato presidencial del partido. La campaña presidencial de 2008 y el papel que desempeñó en la gestión de la estrategia de comunicación del partido para esa elección la convirtieron en una figura política más prominente y se convirtió en una de las principales portavoces del NDC. 
Tras la victoria de la NDC en las elecciones de 2008, Tetteh se convirtió en portavoz del nuevo gobierno electo y en febrero de 2009 el presidente John Evans Atta Mills la nombró Ministra de Comercio e Industria puesto que ocupó desde febrero de 2009 hasta enero de 2013. Durante su mandato como ministra de Comercio e Industria, también fue miembro del equipo de gestión económica del Gobierno, miembro de la junta de la Autoridad de Desarrollo del Milenio responsable de la supervisión de la implementación del primer Pacto de la Corporación del Desafío del Milenio en Ghana. También sirvió en la Comisión Nacional de Planificación del Desarrollo, y fue presidenta de la Junta de Zonas Francas de Ghana (GFZB). 
Cuando John Mahama sucedió al fallecido presidente Atta Mills en 2012, también nombró a Tetteh como directora de Comunicaciones para su campaña electoral de 2012. También decidió competir por un escaño parlamentario una vez más y fue elegida para el escaño de circunscripción Awutu Senya West recién creado en las elecciones de diciembre de 2012 .

#### Ministra de Asuntos Exteriores, 2013–2017
Tras las elecciones, Tetteh fue nombrada por el presidente Mahama ministra de Asuntos Exteriores en enero de 2013 también fue miembro del Consejo de Seguridad Nacional y del Consejo de las Fuerzas Armadas.
Cuando el presidente Mahama se convirtió en el presidente de la Autoridad de la CEDEAO Jefes de Estado y de Gobierno en marzo de 2014, Tetteh se convirtió en la presidenta del Consejo de Ministros de la CEDEAO, al mismo tiempo. 
Tras dejar su puesto de ministra en 2017, Tetteh se desempeñó como Richard von Weizsäcker Fellow en la Fundación Robert Bosch. Desde 2017 hasta 2018, fue cofacilitadora en el Foro de alto nivel dirigido por la IGAD para la revitalización del Acuerdo para la resolución del conflicto en Sudán del Sur.

#### Trayectoria en las Naciones Unidas 2018 – presente
En 2018, el Secretario General de las Naciones Unidas, António Guterres, nombró a Tetteh directora general de la Oficina de las Naciones Unidas en Nairobi (UNON), sucediendo a Sahle-Work Zewde. Poco después, nuevamente sucedió a Zewde, esta vez como representante Especial ante la Unión Africana y jefa de la Oficina de las Naciones Unidas ante la Unión Africana (UNOAU).
En 2019 fue considerada por Avance Media como una de las mujeres más influyentes de África.